# Stéphanos III d'Ibérie
Stéphanos III d’Ibérie (en géorgien სტეფანოზ III, Step'anoz III ; mort en 786) est un prince de Djavakheti Calarzène et un prince-primat d'Ibérie de 780 à 786.

## Biographie
Fils de Gouaram IV Gourgen II, prince de Djavakheti Calarzène, il est le petit-fils de Gouaram III d'Ibérie. Dernier représentant de la dynastie dite des « Gouaramides », il succède à son père comme prince de Djavakheti et de Calarzène à une date inconnue.
Lorsqu’en 779/780 son oncle maternel Nersé d'Ibérie de la dynastie des Nersianides est contraint de s’enfuir avec son épouse et ses enfants d’abord chez les Khazars puis chez les Abkhazes, les Arabes le nomment prince-primat d’Ibérie sous la suzeraineté  du Calife.
Stéphanos III est peut-être le « jeune prince » dont l’historien arménien Ghévond évoque le martyre en 786 sous le règne du calife Musa al Hadj.
Selon Cyrille Toumanoff, le titre de « prince–primat » d’Ibérie disparaît avec lui. Et il n’est rétabli qu'au profit d’Achot Ier d'Ibérie, le Bagratide reconnu curopalate et prince des Géorgiens en 813.

## Hypothèse
Christian Settipani estime de son côté que Stéphanos aurait eu comme successeur immédiat un prince P'ilipé (« Philippe ») qui, d’après son nom, serait selon lui un cadet de la maison arménienne des Siouni et dont la succession serait assurée vers 800 par Adarnassé, cousin ou neveu par sa mère de Stéphanos III et père d’Achot Ier.